# Estación de Soleura
La estación de Soleura (del alemán: Bahnhof Solothurn) es la principal estación ferroviaria de la comuna suiza de Soleura, en el Cantón de Soleura

## Historia y situación
El ferrocarril llegó a Soleura en el año 1857, con la puesta en servicio de la línea Olten - Soleura del Schweizerischen Centralbahn (SCB), abriéndose, por tanto, la primera estación de la ciudad, que estaba situada al norte de la orilla del río Aare.
La posición actual de la estación fue definida en 1876, con la apertura de la línea hacia Biel/Bienne se decidiese a construir un nuevo emplazamiento en el sur de la ciudad. La construcción del nuevo edificio se realizó entre 1884 y 1886, añadiéndose en 1921 los anexos laterales.
Se siguieron cosntruyendo más líneas de ferrocarril, como la que unía a Soleura con Lyss, o con Biberist, abiertas ambas el mismo día en 1876; con Moutier, que fue inaugurada en 1908; la apertura del ferrocarril de vía estrecha que en una primera fase unía a Soleura con Zollikofen en 1916, cuyas instalaciones fueron construidas en la zona sur de la estación. Esta línea se prolongó posteriormente hasta Berna en el año 1922. Desde 1984 este ferrocarril pertenece a la cantones de Berna y Soleura. En el año 1925 se abrió una nueva línea de vía estrecha, que tenía su inicio en la plaza de la estación de Soleura, y cruzaba la ciudad hacia el norte, en dirección a Niederbipp.
En la década de 1990 se produjeron varios cierres de líneas que iniciaban su recorrido en Soleura, ya que fueron cerradas al tráfico las líneas de Herzogenbuchsee a Soleura, y el tramo Büren an der Aare - Soleura, de la línea Soleura - Lyss, permaneciendo en servicio el tramo Büren an der Aare - Lyss.
La estación se encuentra en el sur del núcleo urbano de Soleura, en la orilla sur del río Aare. Cuenta con 4 vías en ancho métrico a las que hay que sumarle las existentes de acceso a los talleres etc.., y 13 vías en ancho estándar, a las que hay que añadirles vías de servicio y vías toperas para el estacionamiento de material. La estación tiene tres andenes en la zona de vías de ancho estándar (dos centrales y uno lateral), y un andén central en la zona de vía métrica.

## Servicios ferroviarios
Los servicios son operados por SBB-CFF-FFS y por BLS en cuanto a los trayectos realizados en vía de ancho estándar, y por RBS en vía métrica. En la estación paran servicios de larga distancia, regional y de la red S-Bahn Berna.

### Larga distancia
- ICN San Galo - Gossau - Wil - Winterthur - Zúrich-Aeropuerto - Zúrich - Aarau - Olten - Soleura - Biel/Bienne - Neuchâtel - Yverdon-les-Bains - Lausana/Morges - Nyon - Ginebra-Cornavin - Ginebra-Aeropuerto. Servicios cada hora en cada sentido. Tanto a  Ginebra-Cornavin y Ginebra-Aeropuerto como a Lausana, los trenes llegan cada dos horas, ya que aunque en el tramo común San Galo - Yverdon-les-Bains circulan cada hora, a partir de esta última, un tren circula a Lausana, y a la siguiente hora, en vez de continuar hacia Lausana, se dirige hacia Ginebra-Aeropuerto.
- IR Biel/Bienne - Grenchen Süd - Soleura - Oensingen - Olten - Zúrich - Zúrich-Aeropuerto - Winterthur - Frauenfeld - Weinfelden - Kreuzlingen - Constanza. Trenes cada hora por dirección.

### Regionales
- RE Soleura - Berna. Operado por RBS.
- RE Soleura - Burgdorf - Thun. Tienen una frecuencia cada hora desde primera hora de la mañana hasta el final de la tarde, realizando menos paradas que los trenes Regio que cubren la misma línea.
- R Soleura - Burgdorf - Thun. Estos trenes Regio efectúan parada en todas las estaciones de la línea. Existen varias frecuencias a lo largo del día, aunque sólo unas pocas hacen el trayecto completo desde Soleura hasta Thun, puesto que la mayoría son servicios Soleura - Burgdorf.
- R Biel/Bienne - Soleura - Olten.
- R Soleura - Niederbipp - Langenthal.
- R Sonceboz-Sombeval - Moutier - Soleura.

### S-Bahn Berna
A la estación de Soleura llegan dos líneas de cercanías que forman parte de la red conocida como S-Bahn Berna, operada por BLS y por RBS.
- S8 Soleura - Berna. Operado por RBS.
- S44 Soleura - Burgdorf - Berna.